# Рус (народ)
Рус (рус, укр. и блр. Русь, грч. Ῥῶς) је назив за групу нордијских Варјага која се, према Повијести минулих времена из својих упоришта на балтичкој обали преселила у унутрашњост сјевероисточне Европе, наметнувши своју власт тамошњим словенским племенима и створивши државу на чије ће чело стати Рјурик. Његов рођак Олег је потом заузео Кијев, створивши Кијевску Русију. Рјуријкови потомци су постали владајућа династија Кијевске Русије (од 862.), и њених држава-насљедница Галиције-Волиније (иза 1199), Чернигов, Владимир-Суздаља, Велике московске кнежевине те оснивачи Руског царства.

## Историја
Након што су населили Алдејгју (Ладога) током 750-их, скандинавски колонисти су одиграли важну улогу у раној етногенези руског народа, и у формирању Руског каганата. Варјази (Varyags, на старом источнословенском) први пут се помињу у Примарној хроници, према којој су 859. године наметнули данак словенским и финским племенима. Било је то време брзог ширења присуства Викинга у северној Европи; Енглеска је почела да плаћа Данегелду 865. године, а Курши су се отприлике у исто време суочили са инвазијом Швеђана.
Варјази се први пут помињу у Примарној хроници, што сугерише да је израз Рус коришћен за означавање Скандинаваца све док нису постали чврсто повезани са сада већ увелико славонизованом елитом Кијевске Русије. У том тренутку нови израз Варјази се све више преферира за именовање Скандинаваца, вероватно углавном оних што су обитавали на подручју која је сада Шведска, и који су пловили речним путевима између Балтичког, Црног и Каспијског мора. Релативно мали број рунског камења које су Варјази оставили у родној Шведској говори о њиховим иностраним путовањима, на места попут данашње Русије, Украјине, Белорусије, Грчке и Италије. Већина овиг рунског камења може се видети данас, и они представљају значајне историјске доказе. Варашко рунско каменње говори о многим значајним варашким експедицијама, чак и о судбинама појединих ратника и путника.
У руској историографији два града се користе за описивање почетака земље: Кијев и Новгород. У првом делу 11. века први је већ био словенска метропола, богата и моћна, брзо растући центар цивилизације усвојен од Византије. Потоњи град, Новгород, био је још једно средиште исте културе, али основано у другом окружењу, где су неке старе локалне традиције претвориле овај трговачки град у главни град моћне олигархијске трговачке републике, институције која је иначе непозната у овом делу Европе. Ови градови су настојали да засене значај других места која су постојала дуго пре оснивања Кијева и Новгорода. Два првобитна центра Русије била су Стара Ладога и Рјуриково городишче, две тачке на Волхову, реци која тече 200 км између језера Иљмењ на југу до језера Ладога на северу. Ово је територија коју су Нордијци највероватније назвали Гардар, име које је дуго након Викиншког доба придобило много шире значење и постало Гардарики, деноминација за целу стару руску државу. Подручје између језера био је првобитни Рус, и одатле се његово име пренело на словенске територије у средњем Дњепру, које су на крају постале Кијевска Русија (Руска земља).
Праисторија прве руске територије потиче од развоја око почетка 8. века, када је Стара Ладога основана као производни центар и за трговину, која је служила операцијама скандинавских ловаца и трговаца крзном добијеним из североисточне шумске зона Источне Европе. У раном периоду (други део 8. и први део 9. века), нордијско присуство је видљиво само у Старој Ладоги, а у знатно мањој мери на још неколико локалитета у северним деловима Источне Европе. Предмети који представљају нордијску материјалну културу овог периода ретки су изван Ладоге и углавном су познати као појединачни налази. Ова реткост се наставља током 9. века све док се цела ситуација радикално не промени током следећег века, када се историјски налази на многим местима и у релативно великим количинама састају са материјалним остацима успешне скандинавске културе. За кратко време, нека подручја источне Европе постала су део нордијског света исто колико и данске и норвешке територије на западу. Култура Руса садржавала је нордијске елементе који су се користили као манифестација њиховог скандинавског порекла. Ови елементи, који су били актуелни у Скандинавији из 10. века, појављују се на разним местима у облику збирки многих врста металних украса, углавном женских али и мушких, попут оружја, украшених делова коњских узда и различитих предмета украшених у истодобним нордијским стиловима уметности.

## Археологија
У северној Русији пронађени су бројни артефакти скандинавског афинитета (као и артефакти словенског порекла у Шведској). Међутим, размена између северне и јужне обале Балтика одвијала се још од периода гвозденог доба (иако је била ограничена на непосредно приобална подручја). Северна Русија и суседне финске земље постале су економски исплативи простори народе различитог порекла, посебно за трговину крзном, и привучене присуством оријенталног сребра из средине 8. века нове ере. Неоспорно је присуство робе и људи скандинавског порекла; међутим, преовлађујући популус је остао локални (балтички и фински) народи.
У 21. веку, анализе  археолошких доказа даље су донеле закључке да су сахране мушкараца и жена високог статуса од 9. до 10. века у близини Горње Волге указивале на културу која је у великој мери конзистентна са оном у Скандинавији (мада ово је мање случај даље од реке, или даље низводно). Ово је виђено као додатна демонстрација скандинавског карактера елита у „Старој Русији“.
Неизвесно је колико је мала била скандинавска миграција али неки недавни археолошки радови тврде да се значајан број 'слободних сељака' настанио у горњој Волги.

## Историографија
Пре 18. столећа, консензус руских идеолога/историчара био је да су ' настали из староседелачаког словенског становништва. Ово становише се променило након презентације немачког историчара Герхарта Фридриха Милера из 1749. године пред Руском академијом наука, делимично базираном на ранијим радовима Готлиба-Зигфрида Бајера и заснованог на примарним изворима, посебно Повести минулих лета. Он је сугерисао да су оснивачи Рус ' били етнички скандинавски Варјази, што је постало познато као 'норманистички' поглед. Иако је Милер наишао на непосредну националистичку осуду, до краја века његови ставови су постали нови консензус у руској историографији. Приписивање словенског порекла ' је довело до политички мотивисаног „анти-норманистичког” оживљавања у 20. веку унутар Совјетског Савеза, а овај ревизионистички поглед такође је задобио националистичку подршку у постсовјетским државама, али општи консензус научника јесте да порекло Руса лежи у Скандинавији.

## Наслеђе
Сматра се да је нордијски утицај оставио много трагова на староисточнословенском закону, Руској правди, и на књижевним делима као што је Слово о Игоровом походу, па чак и на Биљине, који су старе херојске приче о раној Кијевској Русији. ( Владимир Велики и други), где је једна од речи за хероја изведена из речи Викинг, односно vitjaz' (витязь). Неколико научника примећује да је ово „уопштено од великог значаја, што се тиче друштвене и културне историјске позадине језика“.
Руски језик садржи неколико слојева германских позајмљеница које треба одвојити од северногерманских речи које су ушле у староисточнословенски језик током викиншког доба. Процене броја позајмљених речи из старонордијског у руски варирају од аутора до аутора и крећу се од више од 100 речи (Форсман) до чак 34 (Кипарски) и 30 (Струмински)  укључујући лична имена.
Нордијски досељеници су такође оставили многе топонима широм северозападне Русије, где имена насеља или оближњих потока откривају име нордијског досељеника или одакле је дошао.